# Hartlepool United Football Club
O Hartlepool United Football Club é um clube de futebol inglês que disputa a National League, equivalente a 5ª divisão do futebol inglês. O clube foi fundado em 1908.

## Títulos
- FA Amateur Cup: 1

1904–05